# Vértestolna, Komárom-Esztergom
Vértestolna (în germană Tolnau) este un sat în districtul Tata, județul Komárom-Esztergom, Ungaria, având o populație de 502 locuitori (2011).

## Demografie
Componența etnică a satului Vértestolna
     Maghiari (71,88%)
     Germani (28,12%)
Componența confesională a satului Vértestolna
     Romano-catolici (74,3%)
     Fără religie (7,77%)
     Reformați (1,79%)
     Necunoscută (15,34%)
     Atei (0,8%)
Conform recensământului din 2011, satul Vértestolna avea 502 locuitori. Din punct de vedere etnic, majoritatea locuitorilor (71,88%) erau maghiari, cu o minoritate de germani (28,12%).  Din punct de vedere confesional, majoritatea locuitorilor (74,3%) erau romano-catolici, existând și minorități de persoane fără religie (7,77%) și reformați (1,79%). Pentru 15,34% din locuitori nu este cunoscută apartenența confesională.